# Arkadiusz Wójs
Arkadiusz Kazimierz Wójs (ur. 7 sierpnia 1971 we Wrocławiu) – polski fizyk (specjalność: teoria materii skondensowanej), od 1 września 2020 rektor Politechniki Wrocławskiej.  Członek rzeczywisty Polskiej Akademii Nauk.

## Życiorys
Ukończył III Liceum Ogólnokształcące we Wrocławiu w 1990, a następnie studia magisterskie z fizyki na Politechnice Wrocławskiej w 1995. Pracę doktorską pt. Struktura elektronowa półprzewodnikowych kropek kwantowych obronił w 1997 (promotor: prof. Lucjan Jacak). W 2002 habilitował się na podstawie pracy Własności optoelektroniczne nieściśliwej cieczy elektronowej Laughlina w reżimie ułamkowego kwantowego efektu Halla (recenzenci: prof. Tomasz Dietl, prof. Henryk Konwent, prof. Karol Wysokiński). 13 stycznia 2009 uzyskał tytuł profesora nauk fizycznych. W 2017 został członkiem Academia Europaea.
Współautor 6 książek (m.in.: Quantum dots, Springer-Verlag, 1998, ISBN 3-540-63653-6 (ang.). Brak numerów stron w książce i  Quantum Hall Systems – Braid Groups, Composite Fermions and Fractional Charge, Oxford University Press, 2003, DOI: 10.1093/acprof:oso/9780198528708.001.0001 (ang.). Brak numerów stron w książce) oraz 187 artykułów indeksowanych w bazie Scopus, cytowanych łącznie ponad 3500 razy (indeks Hirscha 32).
Wypromował 9 doktorów nauk fizycznych.

## Osiągnięcia
Najważniejsze osiągnięcia naukowe dotyczą: struktury elektronowej i zjawisk kolektywnych w kropkach kwantowych, kompleksów ekscytonowych w nanostrukturach półprzewodnikowych, kwantowego zjawiska Halla i teorii złożonych fermionów, kryształów dwuwymiarowych.
Laureat licznych nagród, m.in.: APS Outstanding Referee (American Physical Society, 2013), subsydium profesorskiego „Mistrz” (Fundacja na rzecz Nauki Polskiej, 2012), nagrody za wybitne osiągnięcie naukowe w kategorii badań podstawowych (Minister Nauki i Szkolnictwa Wyższego, 2011), Nagrody im. Wojciecha Rubinowicza (Polskie Towarzystwo Fizyczne, 2008), Stypendium Marie Curie (7 Program Ramowy UE, 2008), nagrody za habilitację (Prezes Rady Ministrów, 2003), Nagrody im. Stefana Pieńkowskiego (Wydział III Polskiej Akademii Nauk, 2002) oraz nagrody za doktorat (Minister Edukacji Narodowej, 1998).
Laureat kilku konkursów o środki na badania, m.in. na projekty europejskie, Narodowego Centrum Nauki (m.in. MAESTRO) i Fundacji na rzecz Nauki Polskiej.
Od 1997 pracuje na Politechnice Wrocławskiej: kolejno jako adiunkt, profesor nadzwyczajny (od 2008), profesor zwyczajny (od 2014) i obecnie profesor (od 2018). Pracował także w Institute for Microstructural Sciences – National Research Council of Canada (staże magisterskie i doktorskie), na University of Tennessee (staż postdoc 1997–2000; profesor wizytujący 2001–2007), a także w Cavendish Laboratory – University of Cambridge (stypendysta Marie Curie 2008–2010).
Na Politechnice Wrocławskiej pełni funkcję rektora, w 2024 roku został wybrany na drugą kadencję uzyskując 69 na 120 możliwych głosów; wcześniej pełnił funkcję dziekana (2015–2020) oraz prodziekana do spraw badań naukowych (2012–2015) Wydziału Podstawowych Problemów Techniki; kierownika Katedry Fizyki Teoretycznej (od 2014), przewodniczącego Rady Dyscypliny Nauki Fizyczne (od 2019), senatora oraz wiceprzewodniczącego Komisji Senackiej ds. Badań Naukowych i Współpracy z Gospodarką (w kadencji 2016–2020).
Jest członkiem Rady Naukowej Instytutu Niskich Temperatur i Badań Strukturalnych PAN we Wrocławiu, Centrum Fizyki Teoretycznej PAN w Warszawie oraz International Union of Pure and Applied Physics, dyrektorem akademickim Wrocław Knowledge Hub of Academia Europaea, a także członkiem rady nadzorczej Wrocławskiego Parku Technologicznego.
W 2023 zarzucono mu ukończenie studiów podyplomowych na kontrowersyjnej uczelni Collegium Humanum, do czego odniósł się publicznie potwierdzając uczestnictwo w EMBA tej uczelni.